# Arabischer Tahr
Der Arabische Tahr (Arabitragus jayakari; teilweise auch Hemitragus jayakari) ist eine auf der Arabischen Halbinsel lebende ziegenartige Paarhuferart.

## Merkmale
Wie alle Tahre hat der Arabische Tahr ein ziegenähnliches Aussehen. Er ist mit einem Gewicht von rund 23 Kilogramm die kleinste Tahrart. Er hat einen stämmigen Körperbau mit kräftigen Beinen und breiten, gut zum Klettern geeigneten Hufen. Das lange, etwas zottelige  Fell ist rötlichbraun, entlang des Rückens erstreckt sich ein dunkler Streifen. Der Nacken ist mit einer Mähne bedeckt, die Vorderbeine haben länger behaarte Fesseln. Männchen und Weibchen haben nach hinten gebogene Hörner, die der Männchen sind länger und dicker.

## Verbreitung und Lebensraum

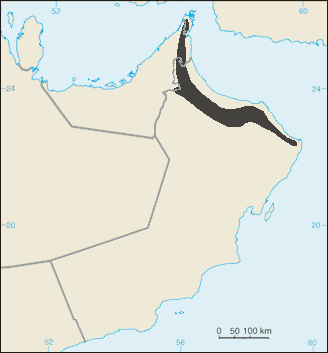
Das Verbreitungsgebiet des Arabischen Tahrs im Nordosten der Arabischen Halbinsel

Arabische Tahre bewohnen ausschließlich das Hadschar-Gebirge im Sultanat Oman und in den Vereinigten Arabischen Emiraten. Ihr Lebensraum sind trockene, felsige Gebirgsregionen bis in 1800 Meter Seehöhe.

## Lebensweise
Arabische Tahre sind dämmerungs- oder nachtaktive Tiere. Sie ernähren sich von Pflanzen, darunter Blätter, Früchte und Gräser. Im Gegensatz zu vielen anderen Bewohnern trockener Regionen sind sie auf regelmäßiges Trinken angewiesen.
Im Gegensatz zu den anderen Tahren leben diese Tiere nicht in Herden, sondern einzelgängerisch oder in kleinen Familiengruppen, die aus einem Weibchen samt Nachwuchs oder einem Männchen, einem Weibchen und einem Jungtier bestehen können. Auffällig ist das sonst unter Hornträgern selten entwickelte Territorialverhalten: die Reviere werden mit Urin, Drüsensekreten oder Kratzspuren markiert.
Über die Fortpflanzung ist wenig bekannt. Die Geburten können vermutlich das ganze Jahr über erfolgen, die Tragzeit beträgt 140 bis 145 Tage.

## Bedrohung
Die Bedrohung der Arabischen Tahre ist die Konkurrenz durch verwilderte Hausziegen, die Zerstörung ihres Lebensraums und Wilderei. Da diese Tiere auf regelmäßiges Trinken angewiesen sind, lauern ihnen Wilderer an den wenigen Quellen der Region auf. 1975 wurde ein Teil des Verbreitungsgebietes in Oman unter Schutz gestellt, die Umsetzung des Schutzes ist jedoch mangelhaft und Wilderei ist weiterhin ein Problem. Nachzuchtprogramme in Oman und den Vereinigten Arabischen Emiraten sollen den Fortbestand der Art sichern. Die Population wird auf rund 2000 Tiere geschätzt, die IUCN listet die Art als stark gefährdet (endangered). Im 2009 eingerichteten Wadi-Wuraya-Schutzgebiet genießen die letzten Tahre der Vereinigten Arabischen Emirate neuerdings einen besseren Schutz.

## Systematik
Der Arabische Tahr bildete ursprünglich gemeinsam mit dem Himalaya- und dem Nilgiri-Tahr die Gattung Hemitragus, die damals somit alle Tahre einschloss. Nach molekulargenetischen Untersuchungen von Ropiquet und Hassanin 2005 sind die Tahre jedoch nicht sehr nahe miteinander verwandt und eine gemeinsame Gattung daher nicht aufrechtzuerhalten. Diesen Untersuchungen zufolge ist der Arabische Tahr näher mit dem Mähnenspringer verwandt, daher schlugen die Autoren vor, die Art in eine eigene Gattung, Arabitragus, zu stellen.